# Centralny Bank Lesotho
Centralny Bank Lesotho – bank centralny Lesotho z siedzibą w Maseru, otwarty 2 stycznia 1980 roku na mocy Ustawy o Lesotyjskim Organie Monetarnym z 1978 (Lesotho Monetary Authority Act of 1978). W 1982 roku nazwa Lesotyjski Organ Monetarny została zmieniona na Centralny Bank Lesotho. Do głównych zadań banku należy wspieranie stabilności cen, emisja waluty Lesotho, wspieranie stabilności krajowego systemu finansowego oraz formułowanie polityki monetarnej i walutowej Lesotho.
Bank jest w całości własnością Rządu Lesotho.

## Zadania
Zadania banku określone są w Ustawie o Centralnym Banku Lesotho z 2000 roku, według której jego głównym zadaniem jest osiągnięcie i utrzymanie stabilności cen, a do jego funkcji należy:
- wspieranie płynności, wypłacalności i poprawnego funkcjonowania stabilnego rynkowego systemu finansowego
- emisja, zarządzanie i wykupywanie waluty Lesotho
- formułowanie, uchwalanie i wykonywanie polityki monetarnej Lesotho
- formułowanie, uchwalanie i wykonywanie polityki walutowej Lesotho
- udzielanie licencji lub rejestrowanie oraz nadzór nad instytucjami na mocy Ustawy o Instytucjach Finansowych z 1999, Ustawy o Pożyczkodawcach z 1989 (Money Lenders Act of 1989), Ustawy o Ubezpieczeniach z 1976 oraz ustawy Building Finance Institutions Act z 1976.
- posiadanie, utrzymywanie i zarządzanie rezerwami walutowymi Lesotho
- działanie jako bankier, doradca i agent skarbowy Rządu Lesotho
- promowanie efektywnego operowania systemu płatniczego
- promowanie bezpiecznego i solidnego rozwoju systemu finansowego
- monitorowanie i regulowanie rynku kapitałowego

## Organizacja
Bankiem zarządza Zarząd, składający się z prezesa (governor), jego dwóch zastępców i pięciu pozostałych członków. Prezes i jego zastępcy są powoływani przez Króla na pięcioletnią kadencję. Pozostali członkowie sprawują swoją funkcję przez 3 lata od dnia powołania.